# Громов, Геннадий Николаевич
Геннадий Николаевич Громов (1937—2004) — учёный в области разработки систем навигации, посадки, наведения, управления воздушным движением и спецсистем. Генеральный директор Всесоюзного научно-исследовательского института радиоаппаратуры.
В 1957 году окончил с золотой медалью Калининское Суворовское военное училище. В 1963 году окончил Ленинградский институт точной механики и оптики, радиоинженер по конструированию и технологии производства аппаратуры. Секретарь Комитета ВЛКСМ ЛИТМО (1959—1961). В 1967 году окончил вечернее отделение физфака ЛГУ, радиофизик.
С 1962 года — во Всесоюзном (в настоящее время — Всероссийском) НИИ радиоаппаратуры (ВНИИРА) Министерства радиопромышленности
С 1962 года по 2004 год занимался разработкой и научными работами по созданию и внедрению средств, систем и комплексов, обеспечивающих реализацию тактико-технических требований заказчика на системы навигации, посадки, наведения, управления воздушным движением и спецсистем.
С 1975 года был членом Радиотехнической комиссии по аэронавтике (RTCA) США, а с 1983 года — уполномоченным представителем ВНИИРА в Европейской организации по авиационному электронному оборудованию гражданской авиации.
В 1979 году был назначен директором ВНИИРА.
Генеральный конструктор системы навигации, посадки, контроля траектории движения орбитального космического корабля «Буран» и обеспечения безопасности его полёта в воздушном пространстве (она получила название «Вымпел»), участвовал в создании сверхзвукового самолёта Ту-144, разрабатывал систему посадки самолётов на палубу тяжёлого авианесущего крейсера.